# Province de Rumonge

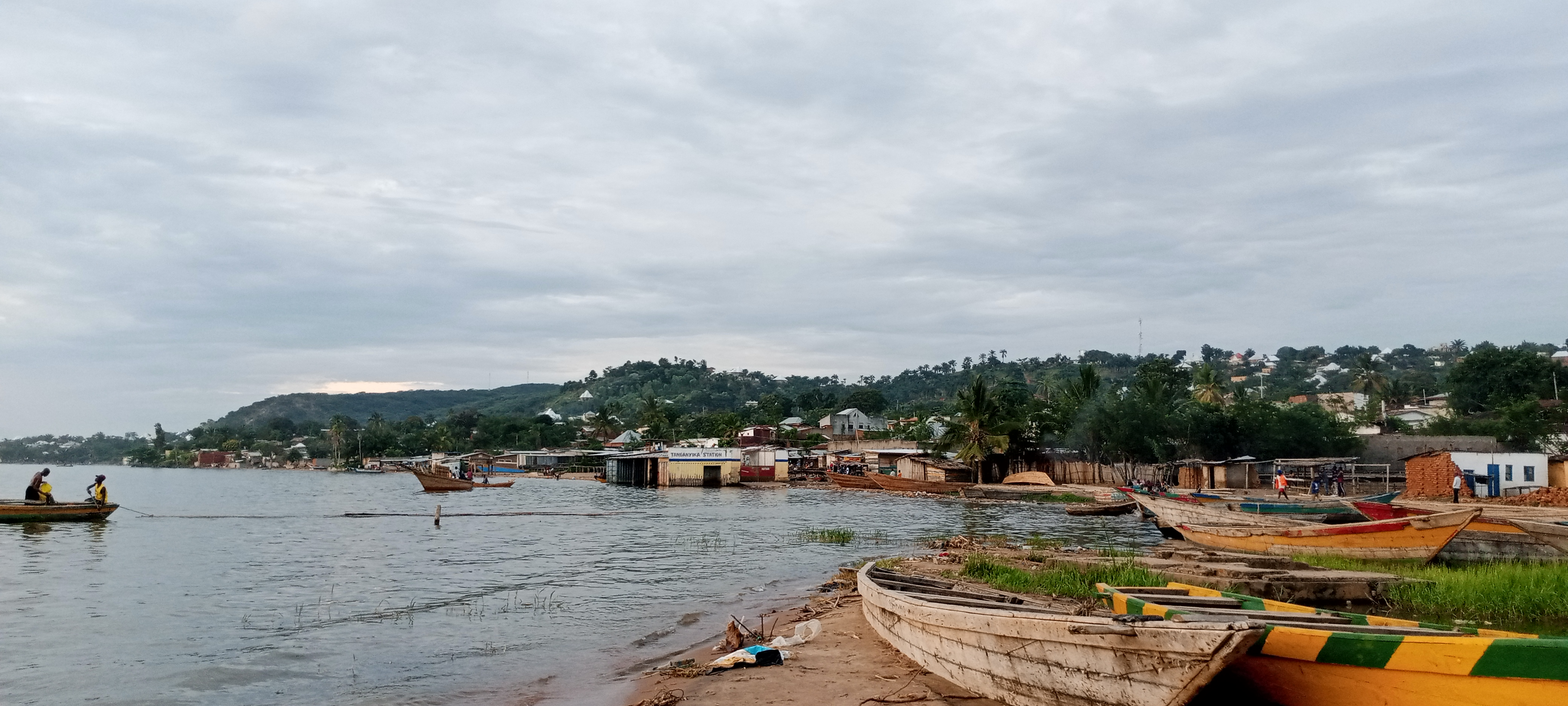
Au bord du lac à Rumonge

La province de Rumonge est une province du Burundi dont le chef-lieu est la ville de Rumonge. La province de Rumonge a beaucoup de milieux touristiques : la forêt naturelle de Limba qui se trouve dans la zone de karonda, l'eau chaude qui se trouve dans la zone de mugara.

## Histoire
En 1993, le programme politique de Melchior Ndadaye comportait déjà la création de la province. La province, la dix-huitième du pays, a été créée par la loi du 26 mars 2015, adoptée par l'Assemblée nationale le 25 février 2015, puis à l'unanimité par le Sénat le 3 mars de la même année. Le ministre de l'Intérieur, Édouard Nduwimana, a motivé cette création en rappelant la politique de décentralisation menée par le gouvernement du Burundi.
Rumonge est entre autres plus connue grâce à l'activité de pêche dans le lac Tanganyika qui constitue sa bordure ouest et faisant produire une quantité importante de poisson.

## Géographie

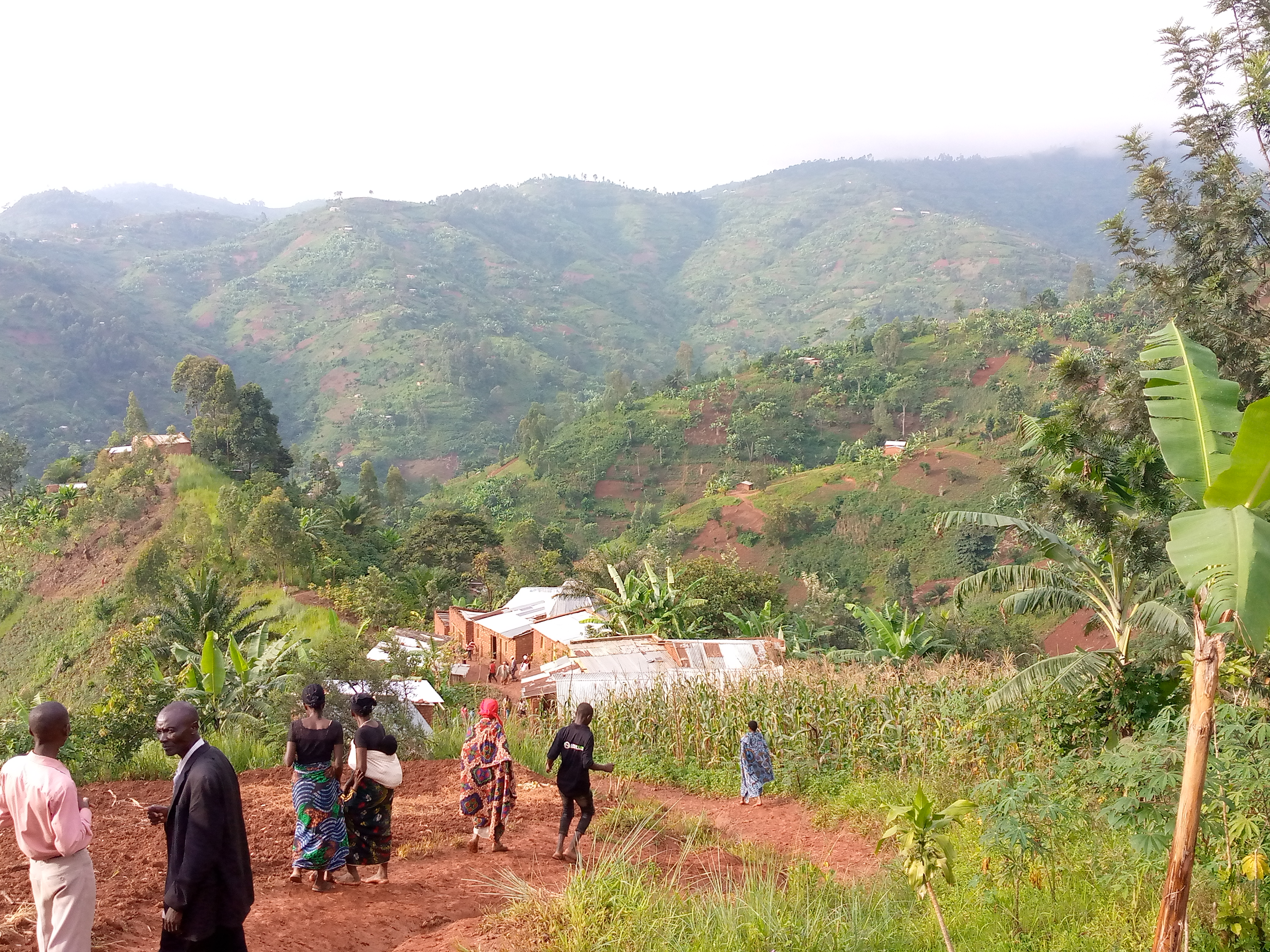
Maisons au pied de la montagne, à Nyarumanga, dans la commune de Burambi.

La province compte cinq communes : Rumonge, Burambi, Buyengero (détachées de la province de Bururi) ainsi que Muhuta et Bugarama (issues de la province de Bujumbura rural). La nouvelle province possède une côte qui borde le lac Tanganyika sur plus de 60 km, dont un port.